# 妖獣都市
『妖獣都市』（ようじゅうとし）は、菊地秀行の小説（徳間書店刊）、及びそれを原作としたアニメ映画もしくは実写映画。なお、アニメ映画版は原作者が唯一“原作イメージのとおりである”とする作品である。

## 概要
妖獣都市は「闇ガード」シリーズの第1作である。

### シリーズ
（）内は文庫版。
- 『妖獣都市（トクマ・ノベルズ）』徳間書店、1985年7月。ISBN 978-4191531086。
（『妖獣都市（徳間文庫）』徳間書店、1988年7月。ISBN 978-4195885628。）
（『妖獣都市（双葉文庫）』双葉社、1999年8月。ISBN 978-4195885628。）

- 『妖獣都市 〈２〉（トクマ・ノベルズ）』徳間書店、1986年2月。ISBN 978-4191532106。
（『妖獣都市 〈２〉（徳間文庫）』徳間書店、1985年7月。ISBN 978-4195888186。）
（『妖獣都市 〈２〉（双葉文庫）』双葉社、1985年7月。ISBN 978-4575506969。）

- 『妖獣都市 〈３〉（トクマ・ノベルズ）』徳間書店、1986年9月。ISBN 978-4191533004。
（『妖獣都市 〈３〉（徳間文庫）』徳間書店、1985年7月。ISBN 978-4195889961。）
（『妖獣都市 〈３〉（双葉文庫）』双葉社、1985年7月。ISBN 978-4575507096。）

- 『凶戦鬼 妖獣都市異伝（トクマ・ノベルズ）』徳間書店、1987年12月。ISBN 978-4191535664。
（ 『凶戦鬼 妖獣都市異伝（徳間文庫）』徳間書店、1992年11月。ISBN 978-4195773574。）

- 『妖獣都市 ニューヨーク魔界戦（トクマ・ノベルズ）』 1巻、徳間書店、1990年6月。ISBN 978-4191542280。
（ 『妖獣都市 ニューヨーク魔界戦（徳間文庫）』 上、徳間書店、1994年10月。ISBN 978-4198901998。）

- 『妖獣都市 ニューヨーク魔界戦（トクマ・ノベルズ）』 2巻、徳間書店、1991年6月。ISBN 978-4191545748。
（ 『妖獣都市 ニューヨーク魔界戦（徳間文庫）』 下、徳間書店、1994年10月。ISBN 978-4198902001。）

- 『妖獣都市 魔獣児（トクマ・ノベルズ）』徳間書店、2000年6月。ISBN 978-4198504984。
（ 『魔獣児（徳間文庫）』徳間書店、2003年9月。ISBN 978-4198919375。）

- 『妖獣都市 雪洞鬼（トクマ・ノベルズ）』 2巻、徳間書店、2002年1月。ISBN 978-4198505493。
（ 『雪洞鬼（徳間文庫）』徳間書店、2006年9月。ISBN 978-4198921163。）

- 『妖獣都市 魔王眼（トクマ・ノベルズ）』徳間書店、2003年1月。ISBN 978-4198505851。
- 『妖獣都市 海死記（トクマ・ノベルズ）』徳間書店、2003年12月。ISBN 978-4198506193。
- 『妖獣都市 黒天使（トクマ・ノベルズ）』徳間書店、2008年6月。ISBN 978-4198507893。
- 『妖獣都市 邪体曼荼羅（ミューノベル）』毎日新聞出版、2016年10月。ISBN 978-4620210162。

## あらすじ
人間界と魔界の共存を妨げる者と人知れず戦う闇ガード。人間界の闇ガード 滝蓮三郎と魔界側の闇ガード 麻紀絵は、両界の平和条約調印の為に来日するジュゼッペ・マイヤートの護衛を命じられ、調印阻止のために暗躍する魔界の過激派たちに対し、激しい戦いを挑む。

## アニメ映画
1987年（昭和62年）4月25日にジョイパックフィルム配給で劇場公開された。英語タイトルは"Wicked City"。
マッドハウス公式サイトでは映画作品として掲載されているが、実際はOVA作品として制作されたものを上映したという経緯があり、本作の映像ソフトも公開と同日に発売が行われた。
英マンガ・エンターテイメント UKと米ストリームライン・ピクチャーズの2つの英語吹替版が存在し、キャストは異なる。
サウンドトラックのCD盤は、本作の音楽を担当した東海林修のオフィシャルファンサイトで販売されていたが、2020年10月現在では販売休止中。
また、2015年に北米とヨーロッパでアナログレコード盤として発売された（Tiger Lab Vinyl 社）。東海林修#略歴と作品
2018年1月9日には、Blu-ray版が発売された。

### 受賞歴
- 第1回ビデオでーたビデオソフト大賞 オリジナルビデオ賞

### あらすじ
闇ガードである滝は魔界と人間界の不可侵条約締結のため、大魔道士ジュゼッペ・マイヤートの護衛を命じられる。魔界側の闇ガード・麻紀絵と共に任務にあたる滝であったが、次々と襲い来る刺客との戦いの中、わがまま放題のマイヤートに振り回される。そしてホテルを抜け出したマイヤートが魔界の過激派によって生命力を吸い取られ、さらにその治療のため病院に向かう途中でマイヤートに寄生した魔物によって異空間に閉じこめられた事で、麻紀絵の犠牲と引き換えに脱出せざる得なくなってしまう。
マイヤートを病院に運び込んだ滝に対して、魔界の過激派は麻紀絵が凌辱される光景を見せつけ、罠に誘き出そうとする。麻紀絵を魔界の女として辛辣に切り捨てるマイヤートの制止を無視し、麻紀絵を救出すべく罠と知りながら魔界の過激派Mr.影の誘いに乗る滝。魔界の女の誘惑と洗脳を振り切って過激派戦闘員を射殺し麻紀絵を救出した滝だったが、それは死骸を建物や自身と同化させるMr.影の策略であった。追い詰められた滝は、何者かがサイキックパワーで作り出した一瞬の隙をついてMr.影を撃ち倒す。
だが帰還した滝と麻紀絵を待っていたのは、任務放棄に対しての叱責と護衛からの解任だった。しかしどうしたわけか辛辣な言葉を浴びせてきたマイヤートは継続して二人に同行し、そこを滝を執拗に狙う蜘蛛女に襲撃される。滝と麻紀絵を嬲り者にする蜘蛛女だが、またしても何者かが放ったサイキックパワーが蜘蛛女を滅ぼす。
瀕死の重傷を負っていたはずの二人は、気がつけば教会に運ばれてあり、情を交わし愛し合う。二人を救ったマイヤートが語る真実は、マイヤートを護衛するために二人が選ばれたのではなく、二人を護衛するためにマイヤートが選ばれたというものだった。本来ならば混血不可能であった人間界と魔界の者の中にあって、初めて導き出された混血可能な男女こそが滝と麻紀絵なのだ。
復活を果たしたMr影の襲撃、マイヤートの死力を尽くしてもなお滅ぼせぬMr影を葬り去ったのは、覚醒した麻紀絵の一撃、すなわち人間界と魔界の融和へと繋がる子供の受胎が導いた力だった。二人を結びつけるために奔走していたマイヤートに対して敗北を認めた滝は、生まれて初めて見出した愛するひと麻紀絵を伴って、新しい世界を作るための調印式へと赴く。そしてその新世界を守るため、滝の闇ガードとしての戦いは続くのだった。

### 登場人物
滝 蓮三郎（たき れんざぶろう）
声：屋良有作
人間界側の腕利き闇ガード。25歳。身長180cm、体重65kg。血液型はAB型。普段は中堅電機メーカーのサラリーマンで、月給は税込で23万円。独身。
社内ではプレイボーイとして知られ、初対面の女性にはスリーサイズを訊ねる一方、本人は「魔界の女の怖ろしさはイヤというほど知っている」としている。
強靭な肉体で体術を繰り出し、小型大砲に匹敵する特製リボルバーを使いこなす。
麻紀絵（まきえ）
声：藤田淑子
魔界側の闇ガード。人間界ではモデルを職業としているが、完璧すぎる美貌で「他のモデルが嫌がる」との理由からスポンサーが付かず、モデルとしてはまったくの無名である。
左手の爪を伸ばし剣のように使い、サイキックパワーの使用にも長けている。髪を伸ばして相手を絡め取るなどの能力も持つ。
両世界の共存と平和のために闇ガードとなり、任務には命を懸けている。一方、セクハラやおさわりは絶対に許さず、会うなりセクハラをしてきたマイヤートを引っ叩いた。
本来ならば魔界の者は涙を流す事ができないはずだが、彼女は涙を流す事ができる。
ジュゼッペ・マイヤート
声：永井一郎
イタリアの伝道士で、滝からは「伝説の魔導師、偉大なる霊能者」と呼ばれている。人間界と魔界の休戦条約締結に欠かせない人物。かなり色を好む好々爺で、東京滞在時には風俗店へ抜け出す。一方、魔界側の闇ガードである麻紀絵には辛辣な口調で接する。
Mr.影
声：青野武
魔界側の過激派のボス。金属の棘や、蛇にもなる触手を繰り出し、伸縮自在の影は上に立った相手を底なし沼の様に引きずり込む。僅かに肉片が残っていれば再生するほどの生命力を持つ。
蜘蛛女
声：横尾まり
Mr.影の部下。滝を執拗に狙い、彼目当ての女性に成りすまして暗殺をもくろむが失敗する。局部から吐き出す糸は車を横転させるほどの粘度と太さを持つ。
ホテルの主人
声：大木民夫
都内有数の霊障壁を持つ帝都ホテルの支配人。滝に闇ガードの使命を諭す。鎖でつないだナイフを仕込んだ右手は義手になっている。
ジン
声：戸谷公次
魔界の過激派。帝都ホテルを襲い、元恋人である麻紀絵を自分の側へ誘う。
社長
声：村松康雄
滝が勤める会社の社長。闇ガードの幹部で、滝にマイヤート護衛の指示を出す。
病院長
声：岸野一彦
霊法病院の院長。マイヤートの治療を行う。その病院は五千年もの間魔界側の過激派との戦いを潜り抜けてきた。
ソープ嬢
声：安藤ありさ
マイヤートを襲った魔界側過激派。マイヤートが入ったソープランドに先回りしていた。肉体を粘土の様に軟化させて触った相手を取り込み生命力を吸収する。しかも乳を吸った相手に分身の魔物を飲み込ませる。
魔界の女
声：向殿あさみ
Mr.影の部下。滝を取り込もうと目論む。催眠術を使い、胸から下腹部までを巨大な局部そのものに変え、入り込んだ相手を快楽の虜にしながら精気を搾り取る。
バーテン
声：沢木郁也
滝の友人。滝が店の女性を口説き落とせるかどうか１万円を賭けていたが敗北。復讐戦として次回の巨人阪神戦の結果を賭ける事を約束して滝を見送った。
医師
声：平野正人
（協力：青二プロ）

### 制作（アニメ映画）
『妖獣都市』アニメ化企画は、マッドハウスによるオムニバス映画『迷宮物語』の一編である「走る男」を観たプロデューサーによって持ち込まれた。
監督を務めた川尻善昭は36歳であり、当時は大人向けの作品がほとんどなかったため、大人が楽しめるアニメを作るという目標を立てていたと、氷川竜介との対談の中で振り返っている。
川尻は『北国の帝王』(1973年)のような「骨太な男の映画」を好んでいたものの、商品として成立させるべくロマンスや叙事性といった要素を取り入れていた。
また、川尻はあらゆる国のあらゆる人が見ても理解できるストーリー構成を目指しており、特に本作については原作の良さを伝える気持ちが大きかったため、客観的な目線がすごく養われたと氷川との対談の中で振り返っている。
当初、マッドハウス側は35分のOVAという説明を受けていたが、絵コンテができた段階でマッドハウス側のプロデューサーである丸山正雄を通じて80分のOVAだったことが判明する。
作品の完成を優先させたい川尻は、増量用のプロットを急遽作成し、既にできていた35分の絵コンテはそのままに、前後や途中の部分を書き足す形でシーンを伸ばした。
たとえば、当初の構想では、空港の場面から始まり、教会の場面で物語を締めくくる予定だったが、追加分では冒頭で蜘蛛女が登場する場面が書き加えられた。
本作の冷たい空気感を表現したいと思っていた川尻は、青系のセル絵の具を適切に配置することで、撮影後に多彩な色彩を表現できるという考えから、青を基調とした色遣いにした。その一方で、本作は現実の東京を舞台としていたため、日常的な風景を「妖美の世界」として切りとるのに苦心したと振り返っている。

### スタッフ
- 製作：升水惟雄、久里耕介
- 原作：菊地秀行
- 脚本：長希星
- 設定：丸山正雄
- キャラクターデザイン・作画監督：川尻善昭
- 原画：野田卓雄、北島信幸、新川信正、稲垣賢吾、岡村豊、竹井正樹、伊東誠、栗原玲子、桜井邦彦、さかいあきお、瀬尾康博
- 作画監督補佐：たけいまさき
- 動画チェック：金子昌志
- 動画：青山純子、志村芳子、冨田喜代美、鈴木まゆみ、川田千恵子、五味豊明、西村智、江田玲子、中井ひろみ、平石素子、神原よし美、八木元喜、小池健、高橋優介、小助川晶子、松田直美、福田善幸、佐々木慎一、田口広一、西山努、山浦由加里、川村忠輝、大地広明、石井明子、佐々木一、榎本つかさ、鈴木藤雄、古屋浩美、伊藤広治、吉田肇、堀内博之、渡辺恵子、佐久間敬子、長野順一、大田正之、反田誠二、飯沼卓也、中村プロダクション、アニメトロトロ、スタジオぽっけ、ACT
- 美術監督：男鹿和雄
- 背景：青木勝志、長嶋陽子、長縄恭子、吉崎正樹、池畑祐治、崎元直美、石川山子、本間薫
- 色指定：西表美智代
- 仕上検査：田丸雅彦、鎌田千賀子
- 特殊効果：谷藤薫児
- 仕上：岸邦子、冨田喜代美、中村美和子、鈴木義剛、根本圭子、井上広子、中村しのぶ、宗高子、鈴木聡子、大武恭子、藤沢光男、大久保徳美、高橋和代、河野文子、竹倉博恵、阿部幸子、福永淑子、小野寺秀子、小川和代、永井留美子、中沢麻樹、朝城麻里絵、オンリー・フォア・ライフ、スズキ動画企画、スタジオ・キャッツ、スタジオ・ファンタジア、LEEプロダクション
- 撮影監督：石川欽一
- 撮影：山口仁、藤田実
- 編集：尾形治敏
- 編集助手：伊藤勇喜子、豊崎治
- 録音：東京テレビセンター
- 効果：福島音響
- 音楽：東海林修
- 音楽プロデューサー：小暮一雄
- 現像：東映化学
- 助監督：楠美直子、福島宏之
- 制作管理：高橋保夫
- 制作事務：丸山宣子
- 制作進行：大武正弘
- 制作担当：清水一伸
- プロデューサー：倉田研次、瀬谷慎
- 監督：川尻善昭
- アニメーション制作：マッドハウス
- 製作協力：ビデオアート、マッドハウス
- 製作：ジャパンホームビデオ

### 主題歌
- ED「HOLD ME IN THE SHADOW」（歌：当山ひとみ、作詞：竜真知子、作曲：井田良広、編曲：京田誠一）
- 挿入歌「IT'S NOT EASY」（歌／作詞：当山ひとみ、作曲：都志見隆、編曲：京田誠一）

### 評価
アニメ研究家の氷川竜介は、アニメ映画版について、「大人向けのエロス＆バイオレンスを濃厚に描いた点で画期的な作品となった。」と2018年のコラムの中で評価し、後世に与えた影響も大きいとしている。
また氷川は、同作では「闇の世界との闘い」を表現するためにキャラクターの陰影や背景に黒が多用されている点についても触れ、当時タブー視されていたこの手法が使われた点においても画期的な作品だったと評価している。

## 実写版
『妖獣都市 〜香港魔界篇〜』（原題：妖獸都市、英題：The Wicked City）の邦題で1992年に映画化された。
プロデューサーは香港映画の巨匠といわれるツイ・ハーク。香港映画の特徴である銃撃戦やワイヤーアクションのほか、ジャンボジェット機上の格闘シーンでのミニチュアワークや時計部品が飛び散るシーンでのセルアニメーション、妖獣や元大宗の特殊メイクなど多彩な特殊技術が用いられている。
日本映画の大ファンである監督のマック・タイ・キットは、本作公開の際に来日し東映のヤクザ映画のビデオを大量に購入している。

### スタッフ
- 製作：ツイ・ハーク
- 監督：マック・タイ・キット
- 撮影：アンドリュー・ラウ
- 脚本：ツイ・ハーク、シートゥ・チャホン
- 音楽：荻野清子（日本公開版のみ[8]）
- 編集：マク・チーシン
- 演出：クリス・リー
- 企画：レイモンド・リー
- 配給：東宝

### 登場人物
- 滝（演：レオン・ライ）
  - 香港の闇ガード部隊の隊員。表向きは家電品のセールスマン
- 郢国強（演：ジャッキー・チュン）
  - 香港の闇ガード部隊の隊員。滝の相棒。人間と妖獣のハーフ。
- 元大宗（演：仲代達矢）
- 幻姫（演：ミッシェル・リー）
- 加山隊長（演：ユエン・ウーピン）
- 鬼衆道（演：ロイ・チョン）
- 紫羅（演：カルメン・リー）
- 蜘蛛女（演：葉山レイコ）

## 漫画作品
『SFアドベンチャー増刊 1986年11月号 夢枕獏vs菊地秀行ジョイント・マガジン 妖魔獣鬼譚』誌上において掲載された来留間慎一による漫画「闇の邂逅」で、滝と麻紀絵が夢枕獏の小説『闇狩り師』シリーズの登場人物である九十九乱蔵・玄角と共演している。後に来留間慎一の漫画単行本『闇狩り師』に収録された。